# 九龍塘駅
九龍塘駅（きゅうりゅうとうえき、カウロントンえき）は香港九龍九龍城区九龍塘にある、香港MTRの駅である。
観塘線と東鉄線の2路線が乗り入れる。東鉄線においては九龍市街地最北端の駅である。

## 歴史
- 1979年10月1日 - 香港地鉄（当時）観塘線の駅として開業。
- 1982年5月4日 - 九広鉄路九広東鉄の駅が開業し当駅に接続。
- 2007年12月2日 - 両鉄合併（中国語版）により九広東鉄の九龍塘駅も香港鉄路（旧香港地鉄）の駅となる。

## 駅構造

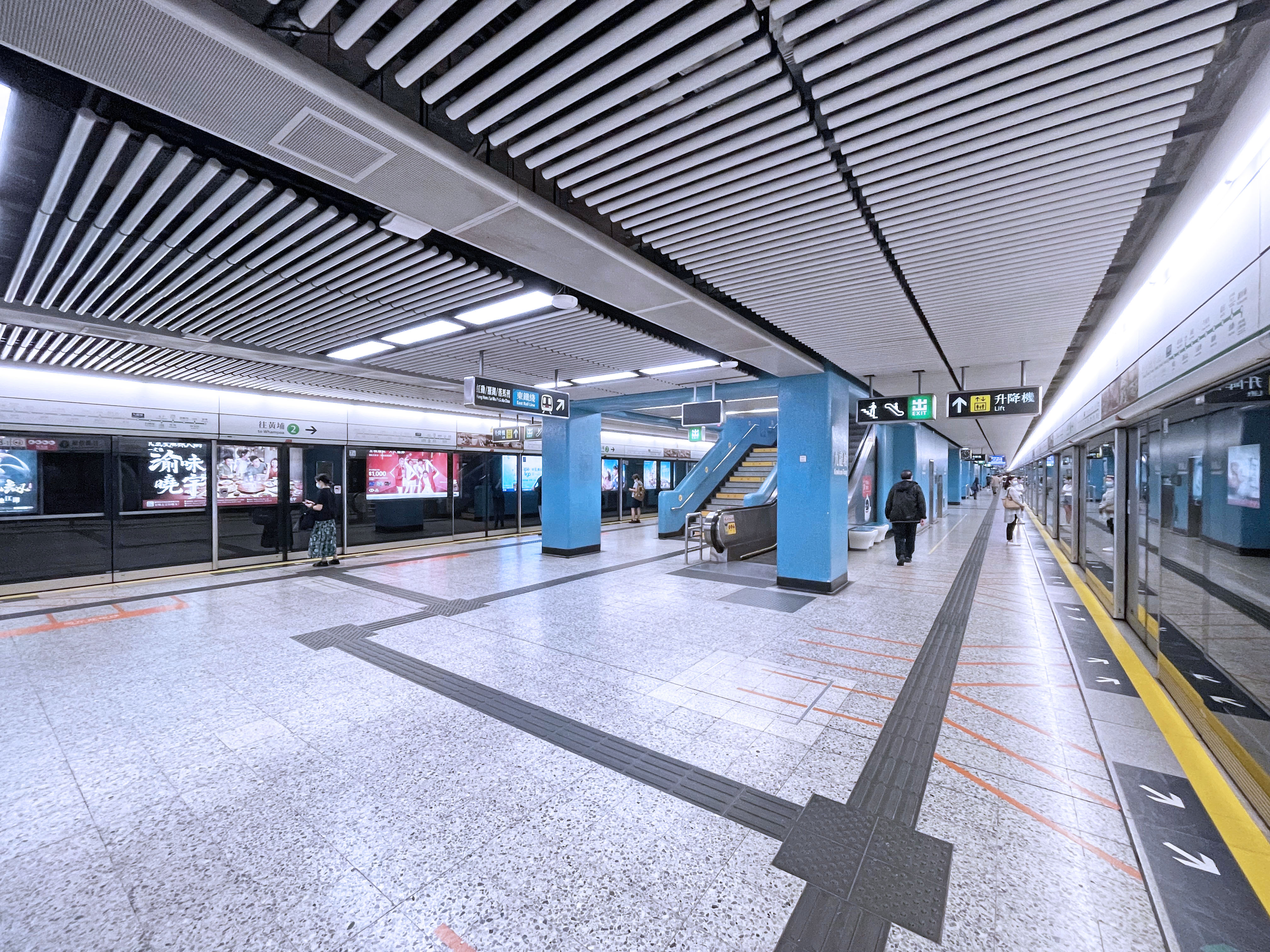
観塘線ホーム

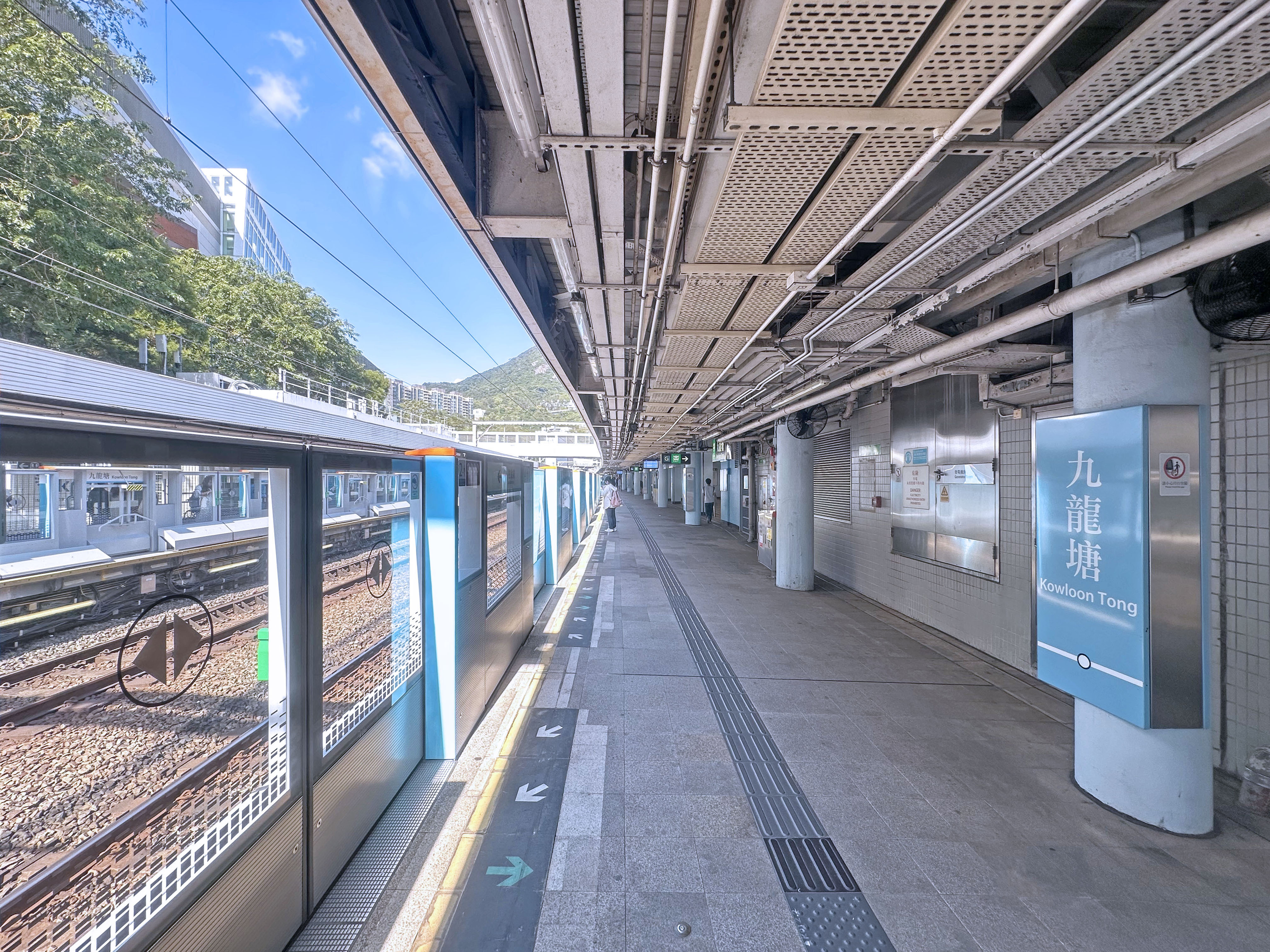
東鉄線ホーム

観塘線は島式ホーム1面2線の地下駅で、ホームドア完備。
東鉄線は相対式ホーム2面2線の地上駅で、両ホームは地下に通じる観塘線との乗り換え通路を介して移動ができる。

### 駅階層
| U1 平台             | 観塘線コンコース                 | E出口、教育局九龍塘教育服務中心                                                              |
| 行人天橋            | 東鉄線ホーム 行人天橋            | 東鉄線ホームへ、又一城、沙福道                                                               |
| P / G ホーム (地面) | 東鉄線ホーム                     | H出口、サービスセンター、駅商店                                                              |
| P / G ホーム (地面) | 相対式ホーム、左側のドアが開く。 |                                                                                              |
| P / G ホーム (地面) | ➊番線                            | →■東鉄線羅湖／落馬洲方面→                                                                    |
| P / G ホーム (地面) | ➋番線                            | ←■東鉄線金鐘方面                                                                             |
| P / G ホーム (地面) | 相対式ホーム、左側のドアが開く。 |                                                                                              |
| P / G ホーム (地面) | 東鉄線ホーム                     | G出口、公共運輸交匯処、バス停、サービスセンター、 駅商店                                     |
| P / G ホーム (地面) | -                                | 出口、公共運輸交匯処                                                                         |
| C/L1/B コンコース   | 東鉄線 北面コンコース            | サービスセンター、駅商店、トイレ、自動券売機、 ATM                                           |
| C/L1/B コンコース   | 観塘線コンコース                 | サービスセンター、駅商店、自動券売機、ATM、 「e分鐘著数」機、「iCentre」無料アクセスサービス |
| C/L1/B コンコース   | 東鉄線 南面コンコース            | サービスセンター、駅商店、ATM                                                                |
| L2 ホーム           | ➊番線                            | ■観塘線調景嶺方面→                                                                           |
| L2 ホーム           | 島式ホーム、右側のドアが開く。   |                                                                                              |
| L2 ホーム           | ➋番線                            | ←■観塘線黄埔方面                                                                             |

### 駅出口
|                      | 出口番号     | 出口表示                       | 目的地 |
| -------------------- | ------------ | ------------------------------ | --- |
| 観塘線コンコース     | 出口 · A · 1 | 浸会医院                       | 沙福道 |
| 観塘線コンコース     | 出口 · A · 2 | 浸会医院                       | 大学会堂、安菲爾国際幼稚園、浸会医院、香港浸会大学、香港専業教育学院李恵利分校、聯合道、添福道、窩打老道                                            |
| 観塘線コンコース     | 出口 · B     | 沙福道                         | 仏教慈済香港分会、中国神学研究院、第一城城巴専線、啓思幼稚園、徳雲道、根徳道、九龍塘学校 (中学部)、九龍真光中学、省善真堂、森麻実道、沙福道、真光里 |
| 観塘線コンコース     | 出口 · B     | 沙福道                         | 地上との視覚障害者用誘導路 |
| 観塘線コンコース     | 出口 · C · 1 | 又一城                         | 商界環保協会、陳樹渠紀念中学、歌和老街公園、香島中学、香港生産力促進局大楼、創新中心、又一居、又一村                                                |
| 観塘線コンコース     | 出口 · C · 2 | 又一城                         | 香港城市大学、又一城、畢架山峰、又一居道、大坑東道、達之路、桃園街遊楽場、石硤尾公園                                                                |
| 観塘線コンコース     | 出口 · C · 2 | 又一城                         | 又一城とのエレベーター、地上及び香港城市大学との視覚障害者用誘導路                                                                                  |
| 観塘線コンコース     | 出口 · E     | 教育局九龍塘教育服務中心       | 香港澳洲国際学校、教育局九龍塘教育服務中心、嘉諾撒聖嘉学校、九龍塘官立小学、添福道                                                                  |
| 観塘線コンコース     | 出口 · E     | 教育局九龍塘教育服務中心       | エレベーター及び地上及びホームとの視覚障害者用誘導路                                                                                                |
| 東鉄線南面コンコース | 出口 · D     | 九龍塘（沙福道）公共運輸交匯処 | 公共運輸交匯処、又一城、第一城巴士専線、沙福道、耀中国際学校                                                                                        |
| 東鉄線南面コンコース | 出口 · D     | 九龍塘（沙福道）公共運輸交匯処 | エレベーター及び地上との視覚障害者用誘導路 |
| 東鉄線北面コンコース | 出口 · F     | 根徳道                         | 大学会堂、浸会医院、金巴倫道、中国神学研究院、徳雲道、教育局九龍塘教育服務中心、香港浸会大学、根徳道、羅福道、森麻実道、沙福道、畢架山一号          |
| 東鉄線北面コンコース | 出口 · F     | 根徳道                         | エレベーター及び地上との視覚障害者用誘導路 |
| 東鉄線2番線（地面）  | 出口 · G · 1 | 多福道                         | 多福道 |
| 東鉄線2番線（地面）  | 出口 · G · 2 | 又一城                         | 香港城市大学、又一城、香港生産力促進局大楼、創新中心、達之路                                                                                        |
| 東鉄線1番線（地面）  | 出口 · H     | 香港城市大学                   | 香港城市大学、又一城、香港生産力促進局大楼、創新中心、達之路                                                                                        |

## 利用状況
九龍塘駅は香港MRTの駅の中で5番目の利用客を誇る。

## 駅周辺
九龍地区では有数の高級住宅地として名高い。また、大型ショッピングセンターとして知られる「又一城 (Festival Walk)」が当駅と直結している。この「又一城」は、香港城市大学 (Hong Kong City Univ.)のキャンパス入り口とも直結しており、キャンパスがあたかもショッピングセンターと一体化したかのようなユニークな構造となっている。
また当駅付近には香港浸会大学(Hong Kong Baptist Univ.)も所在し、文教地区としての顔も併せ持つ。
当駅から窩打老道 (Waterloo Road)方面には、結婚写真の撮影スタジオがいくつか存在する。
現在はその数を減らしたようではあるが、ラブホテル街としても知られており、俗に「九龍塘にデザートを食べに行く」といえば、すなわちラブホテルに行く事を意味するほどである。
このように、当駅周辺は実に多面的な要素を持ったエリアといえる。
- 又一城 (Festival Walk)
  - SK-II
  - トイザらス
  - ワトソンズ
- 香港バプティスト病院

## 隣の駅
香港鉄路
■東鉄線
旺角東駅 - 九龍塘駅 - 大囲駅
■観塘線
石硤尾駅 - 九龍塘駅 - 楽富駅